# Камышевка (приток Алтаты)
Камышевка — река в России, протекает по Дергачёвскому и Краснопартизанскому районам Саратовской области. Длина реки — 42 км, площадь водосборного бассейна — 528 км².
Начинается в овраге Немецкий Дол. Описав небольшую дугу, течёт в южном направлении через населённые пункты Советский, Камышево. В урочище Украинка на реке образован большой пруд. Далее течёт на юго-запад и снова на юг. Пересекает село Антоновка. В низовьях на реке — Чапаевское водохранилище. Устье реки находится в 60 км по правому берегу реки Алтаты в районном центре.
Основные притоки — овраг Павлов Дол (пр), балка Семениха (пр), река Муханиха (лв, в 17 км от устья), балки Китов Дол (пр), Мокрый Дол (пр), овраг Демидовский (лв) и балка Горелый Дол (лв).

## Данные водного реестра
По данным государственного водного реестра России относится к Уральскому бассейновому округу, водохозяйственный участок реки — Большой Узень. Речной бассейн реки — Бассейны рек Малый и Большой Узень (российская часть бассейнов).
Код объекта в государственном водном реестре — 12020000212112200000459.